# بيلي هنتر
بيلي هنتر (بالإنجليزية: Billy Hunter)‏ هو لاعب كرة قاعدة أمريكي، ولد في 4 يونيو 1928 في Punxsutawney, Pennsylvania ‏ في الولايات المتحدة.

## وصلات خارجية
- بيلي هنتر على موقعبيزبول رفرنس.كوم (الدوري الرئيسي) (الإنجليزية)
- بيلي هنتر على موقعبيزبول رفرنس.كوم (الدوري الثانوي) (الإنجليزية)